# Volei la Jocurile Olimpice de vară din 1980

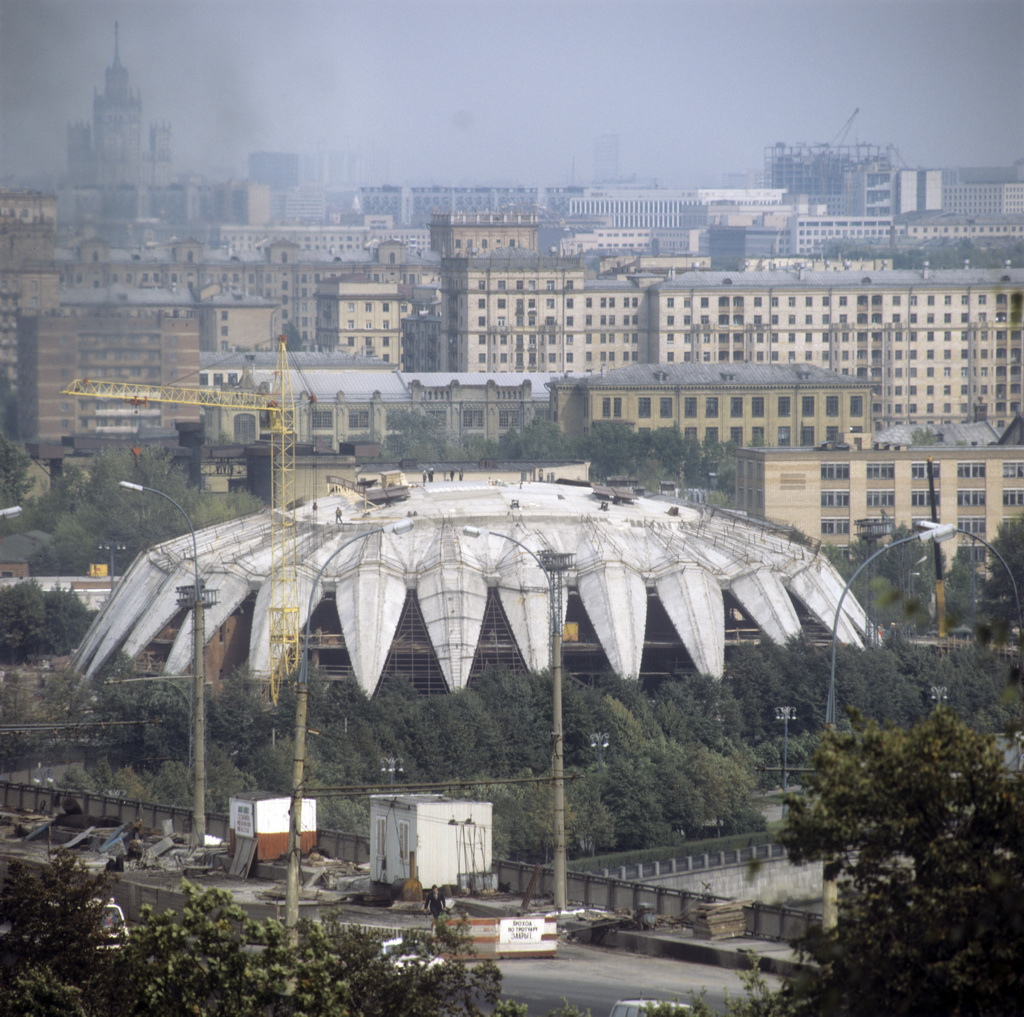
Sala polivalentă Drujba

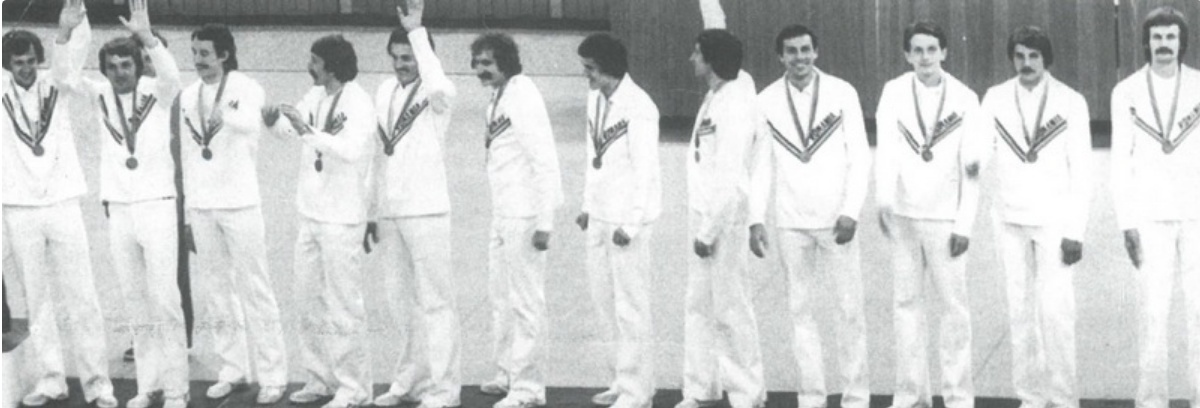
Echipa României a câștigat medalia de bronz

Probele sportive de volei la Jocurile Olimpice de vară din 1980 s-au desfășurat în perioada 20 iulie – 1 august 1980 la Sala polivalentă Drujba (prietenie) și la Arena sportivă mică. Au participat 201 sportivi din 13 țări.

## Medaliați
| Probă            | Aur | Argint | Bronz |
| Masculin Detalii | Uniunea Sovietică (URS) · Vladimir Cernîșiov · Vladimir Dorohov · Aleksandr Ermilov · Vladimir Kondra · Valeri Krivov · Fedir Lașcionov · Viljar Loor · Oleg Moliboga · Iuri Pancenko · Aleksandr Savin · Pāvels Seļivanovs · Veaceslav Zaițev · Antrenor: Veaceslav Platonov    | Bulgaria (BUL) · Iordan Anghelov · Dimităr Dimitrov · Stefan Dimitrov · Stoian Guncev · Hristo Iliev · Petko Petkov · Kaspar Simeonov · Hristo Stoianov · Mitko Todorov · Țano Țanov · Emil Vălcev · Dimităr Zlatanov · Antrenor: Todor Piterkov                 | România (ROU) · Marius Căta-Chițiga · Corneliu Chifu · Laurențiu Dumănoiu · Günther Enescu · Dan Gîrleanu · Sorin Macavei · Viorel Manole · Florin Mina · Corneliu Oros · Neculae Pop · Constantin Sterea · Nicu Stoian · Antrenor: Nicolae Sotir                     |
| Feminin Detalii  | Uniunea Sovietică (URS) · Elena Ahaminova · Elena Andreiuk · Svetlana Badulina · Liudmila Cernîșova · Liubov Kozîreva · Lidia Loghinova · Irina Makogonova · Svetlana Nikișina · Larisa Pavlova · Nadejda Radzevici · Natalia Razumova · Olga Solovova · Antrenor: Nikola Karpol | Germania de Est (GDR) · Katharina Bullin · Barbara Czekalla · Brigitte Fetzer · Andrea Heim · Ute Kostrzewa · Heike Lehmann · Christine Mummhardt · Karin Püschel · Karla Roffeis · Martina Schmidt · Annette Schultz · Anke Westendorf · Antrenor: Dieter Grund | Bulgaria (BUL) · Verka Borisova · Țvetana Bojurina · Rosița Dimitrova · Tania Dimitrova · Maia Gheorghieva · Margarita Gherasimova · Tania Gogova · Valentina Ilieva · Rumeana Kaișeva · Anka Hristolova · Silvia Petrunova · Galina Stanceva · Antrenor: Vasil Simov |

## Clasament pe medalii
| Loc   | Țară              | Aur | Argint | Bronz | Total |
| ----- | ----------------- | --- | ------ | ----- | ----- |
| 1     | Uniunea Sovietică | 2   | –      | –     | 2     |
| 2     | Bulgaria          | –   | 1      | 1     | 2     |
| 3     | Germania de Est   | –   | 1      | –     | 1     |
| 4     | România           | –   | –      | 1     | 1     |
| Total | Total             | 2   | 2      | 2     | 6     |